# 49 팔레스
49 팔레스 (영어: 49 Pales)는 소행성대에 위치한 소행성이다. 이 소행성은 48 도리스 와 같은 밤에 발견되었기 때문에 지질학자 엘리 드 보몽은 두 소행성을 "쌍둥이"라고 명명하자고 제안했다.
1. ↑  Schmadel, Lutz D. (2003). 《Dictionary of minor planet names》 5 rev. & enlarg판. Berlin ; New York: Springer. ISBN 978-3-540-00238-3.